# Genrebillede
Betegnelsen genrebillede bruges om et kunstværk, maleri, fotografi, digt eller andet, der udtrykker en afgrænset situation fra hverdagslivet.

## Maleri
Genremaleri er det fag inden for malerkunsten, der fremstiller tildragelser og situationer fra menneskets dagligliv i al almindelighed, altså i modsætning til portrætkunstens bestemte individer, og historiemaleriets bestemte begivenheder. Genremaleri betegner da, efter sit navn, arten, typen, og dets emne bliver hovedsagelig i folkelivet, menneskelivet i dets tusinder af hverdagsoptrin. 
I øvrigt har genremaleri ikke en nøje afgrænset plads i systematikken; det går ofte næsten umærkeligt over i historiemaleriet, når de historiske personer fremstilles i hverdagslige situationer (det historiske genremaleri), eller i portrætkunsten, for eksempel når de portrætterede personer stilles i et vist dramatisk forhold til hinanden. For så vidt som man giver staffagen i et landskab en selvstændig betydning sideordnet med det landskabelige, kan man tale om en ”landskabelig genre”. Denis Diderot brugte begrebet genremaleri i dets nuværende betydning som figurmaleri i form af sædernes skildring.
Oldtiden
- Scener fra ægyptiske vægmalerier
- Høstscene fra det gamle Egypten ca. 1200 f.Kr.
- Pløjende bonde - Fra kunstneren Sennedjems gravkammer. Det gamle Egypten ca. 1200 f.Kr.

Medens genremaleri som egentlig fag nærmest hører 1800-tallet til, findes der fremstillinger i oldtidens og middelalderens kunst, der griber ind på genremaleris område; eksempelvis de ægyptiske vægbilleder, de græske vasefremstillinger og også gravbillederne, hvor skulptur og malerkunst ofte arbejder hånd i hånd, endelig og især adskillige genrebilleder fra Pompeji. Gennem Plinius og andre har vi beretninger om græske genremalere, således Peiraikos med barberstuer og køkkenscener, hovedrepræsentanten for rhyparografien (smudsmaleriet), som de gamle selv mindre smigrende betegnede denne af datiden for resten stærkt efterspurgte retning. Antifilos skal have malet et væverværksted.
Middelalderen
I middelalderen ser man genremæssige motiver liste sig ind i højreligiøse fremstillinger. I miniaturerne, illustrationerne til minnesangene etc. breder interessen for det profane liv sig. Først i 1600-tallets naturalistiske periode får genremaleri i moderne forstand sine rette vækstbetingelser (samtidig skal i Japan Iwasa Matabei have opfundet genremaleri, Ukiyo-e det vil sige billeder af det flygtige liv, en emnekreds, som tilmed blev dyrket på sin vis til fuldkommenhed af Hokusai, 1760).  Genremaleriets rette hjem blev dog det nordlige Europa, hvor det huslige liv, hjemmehyggeligheden, slog dybest rod. 
| Japansk Ukiyo-e fra midten af 1500-tallet |
| --- |
| Ukiyo-e fra 1500-tallet. "Maple Viewing at Takao" af Kanō Hideyori. Et af de tidligste japanske malerier hvor almindelige menneskers liv skildres. Her betragtes ahorntræerne |

Italien
I Italien træffer man vel allerede tidligt genremaleri, således endog hos Giotto di Bondone, endvidere blandt andet hos Giorgione, men genremaleri har dog gerne dér historiemaleriets store stil. Det gælder også de talrige senere arbejder af samme emnekreds (Jacopo da Ponte Bassano, Michelangelo di Caravaggio, Diego Velázquez, Bartolomé Esteban Murillo etc.) i Italien og Spanien, hvor imidlertid også ofte indflydelsen nord fra gør sig gældende. I det nittende århundrede i Italien huskes især nogle af de største eksponenter for genremaleri, Antonio Rotta og Vincenzo Petrocelli.
Nederlandene i 1600-tallet
1600-tallets nederlandske genremaleri med dets omhyggelige redegørelse for alt det små i livet, med dets skildring af hverdagslivet i alle dets enkeltheder (og selv fremtrædende i små dimensioner, egnede til at hygge og pynte i hjemmene), kan som de fleste andre specialfag inden for malerkunsten føres tilbage til Jan van Eycks kunst, omfattende i emnerne (også rent genremæssige) og udpenslende, med fin malerisk forståelse, alle detaljerne. En egen charme får disse nordiske genrebilleder ved den humor, der gennemstrømmer dem. Træsnit og kobberstik (for eksempel Lucas van Leyden 1494-1533) baner vej for interessen for disse folkelivsbilleder, der allerede i 1500-tallet har betydelige fremstillere i Pieter Brueghel den ældre, David Teniers den ældre og ovennævnte Lucas. 
Efter emnevalget plejer man at dele 1600-tallets nordiske (hollandske og flamske) genremaleri i den højere genre, der især skildrer det finere, anstandsmæssige samfundsliv, og den lavere. Skønt grænsen mellem dem er flydende, og forskellige malere kan spille på begge strenge, kan man dog som repræsentanter for den første retning fremhæve blandt andet Gerard ter Borch og Caspar Netscher, samt malere af et mere borgerligt miljø som Gerard Dou, Gabriel Metsu, Frans van Mieris den ældre, Pieter de Hooch, Johannes Vermeer.
- Genrebilleder af Jan Steen
- Keglespillere uden for en kro. Jan Steen   o. 1660
- Krohave
- Familiekoncert

Jan Steen danner en overgang til den anden genre: skildringen af almuelivet i dets kåde løssluppenhed. I dette fag har særligt David Teniers den yngre, Adriaen Brouwer, Adriaen van Ostade og Cornelis Pietersz Bega udmærket sig. Andre malere kastede sig især over bambocciaderne, som var folkelivsbilleder med en ofte grovkornet fremstilling af almuens liv.
Hvor genremæssig selve det hollandske historiemaleri kan være, viser Rembrandts kunst. 
1700-tallet
I 1700-tallet trives genremaleriet særligt i Frankrig, der i begyndelse af 1600-tallet havde haft en betydelig genremaler i Jacques Callot. Her dyrker Antoine Watteau, Nicolas Lancret, Jean-Baptiste Pater, François Boucher etc. de galante festers og hyrdelivets scener. Jean-Baptiste-Siméon Chardin og Jean-Baptiste Greuze den borgerlige genre. I England optræder William Hogarth med sine satiriske moraliserende folkelivsbilleder. 
Senere, i 1900-tallet har genremaleriet ikke haft nogen fremtrædende betydning.
Danmark
I Danmark malede Carl Thomsen, Wenzel Tornøe, Carl Holsøe, H.A. Brendekilde og L.A. Ring genremalerier, der ikke var så højt vurderede af kritikerne som af køberne. Det afspejler sig fortsat i auktionspriserne.
- Genrebilleder af danske malere
- Folk i marken.
 Brendekilde, 1887
- Et af Carl Holsøes mange interiørbilleder, o. 1900
- Kalkemanden
L.A. Ring, 1908

## Fotografi
Mens genremaleriet begyndte i 1600-tallet med fremstillinger af livet i Europa, var opfindelsen og den tidlige udvikling af fotografiet sammenfaldende med den ekspansive og aggressive æra i den europæiske imperialisme i midten og slutningen af det 1800-tallet, og genrefotografierne blev efter militære, videnskabelige og kommercielle ekspeditioner ofte også et billede af de mennesker, som europæerne mødte over hele verden.
I ugebladet Hver 8. Dag sås jævnligt nydelige genrefotografier.

## Etnografi og antropologi
Selv om forskellene ikke er klare, adskiller genreværker sig fra etnografiske studier, der er visuelle fremstillinger som følge af direkte observation og beskrivende undersøgelser af kultur og levevis i et bestemt samfund, 
og som blot udgør én type af de forskellige resultater der stammer fra fag som antropologi og adfærdsmæssige videnskaber.